# サルパ湖
サルパ湖（ロシア語: Сарпа́、カルムイク語: Шорв ）は、ロシア南西部のヴォルゴグラード地方にあるカルムイク共和国の領内に位置する湖である。面積は42.6平方キロメートル。